# Алімпешть (комуна)
Алімпешть, Алімпешті (рум. Alimpești) — комуна у повіті Горж в Румунії. До складу комуни входять такі села (дані про населення за 2002 рік):
- Алімпешть (667 осіб)
- Коршору (355 осіб)
- Ністорешть (276 осіб)
- Сирбешть (619 осіб)
- Чуперченій-де-Олтец (347 осіб)

Комуна розташована на відстані 195 км на північний захід від Бухареста, 42 км на схід від Тиргу-Жіу, 86 км на північ від Крайови.

## Населення
За даними перепису населення 2002 року у комуні проживали 2264 особи, усі — румуни. Усі жителі комуни рідною мовою назвали румунську.
Склад населення комуни за віросповіданням:
| Релігія       | Кількість осіб | Відсоток |
| ------------- | -------------- | -------- |
| православні   | 2239           | 98,9%    |
| п'ятдесятники | 8              | 0,4%     |
| бретрени      | 7              | 0,3%     |
| римо-католики | 5              | 0,2%     |
| лютерани      | 4              | 0,2%     |